# Puig del Roc Negre
Puig del Roc Negre är en bergstopp i Spanien.   Den ligger i provinsen Província de Girona och regionen Katalonien, i den nordöstra delen av landet, 600 km öster om huvudstaden Madrid. Toppen på Puig del Roc Negre är 2 714 meter över havet, eller 135 meter över den omgivande terrängen. Bredden vid basen är 1,2 km.
Terrängen runt Puig del Roc Negre är huvudsakligen mycket bergig. Runt Puig del Roc Negre är det mycket glesbefolkat, med 6 invånare per kvadratkilometer. Närmaste större samhälle är Molló, 18,2 km söder om Puig del Roc Negre. I omgivningarna runt Puig del Roc Negre växer i huvudsak blandskog.